# スケールド・コンポジッツ ポンドレーサー
スケールド・コンポジッツ ポンドレーサー
ディック・ルータンによる初公開飛行
- 用途：エアレース機
- 設計者：バート・ルータン
- 製造者：スケールド・コンポジッツ
- 初飛行：1991年3月22日[1]
- 生産数：1
- 運用開始：1991年
- 退役：1993年9月14日
- 運用状況：退役（墜落）

スケールド・コンポジッツ ポンドレーサー（社内名称モデル158）は、バート・ルータンと彼が創業した企業スケールド・コンポジッツにより、ボブ・ポンドのために開発された双発・双胴の航空機。

## 開発の経緯
リノ・エアレースのアンリミテッドクラスにおいて、ヴィンテージの戦闘機に対抗できる最新の航空機というアイディアに基づき、ボブ・ポンドによって開発を依頼された。リノ・エアレースでは毎年、歴史的に貴重な航空機が墜落し失われていた。また、多くのエンジンが損傷し、時には修理不能なほど破壊された。こういった事態をポンドは憂慮していた。 ポンドレーサーは、P-51 マスタングやホーカー シーフューリーなどのようなヴィンテージ機の代わりとなり得る、高速かつ美しい航空機となることを期待されていた。

## 設計
機体は複合材料や炭素繊維、ケブラーで構成されていた。その結果、非常に軽量かつ強度のある機体となった。エンジンはエレクトラモーティブの3リッターV型6気筒エンジンが2基搭載された。このエンジンは自動車用の日産・VG30エンジンをベースとしており、本来は自動車レース用に開発されたものだった。出力はターボチャージャーによる過給により最高で1,000 hp (750 kW)を発揮することが可能だったが、本機に搭載されたものはおよそ600 hp (450 kW)に抑えられていた。プロペラは4枚羽根で、減速機を介して駆動された。

## デビュー
本機はスケールド・コンポジッツの工場から護衛付きで飛び立ち、1991年のリノ・エアレースでデビューした。リノへ飛行する際の燃料には航続距離を延長するため、ガソリンが使用されていたが、レースの際にはエンジン制御コンピュータの交換によりメタノールによって飛行した。メタノールを燃料とすることでインタークーラーが不要になり、それによる抗力を排除することができた。その日のレースが終了した後には、メタノールによる腐食を防止するため、ガソリン仕様に戻されていた。シルバークラスにおいて、経験豊富なテストパイロットのリック・ブリッカートの操縦により最高速度400 mph (640 km/h)を発揮し、予選を通過した。しかし、本番前に機械的トラブルが発生し、脱落となった。
ポンドは、試験飛行に使用したエンジンのままリノに参戦することを決定した。事実、試験の一環としてあえてフラッター現象を起こすためのバイブレータが左側の垂直尾翼に取り付けられていたままだった。初年度の参戦は「ドレスリハーサル」とされていたため、優勝は期待されていなかった。日曜日の最終イベントのための離陸後、左エンジンのブロックの側面からコンロッドが飛び出し、直径4フィート (1.2 m)、長さ15フィート (4.6 m)ほどの炎が上がった。炎は搭載されていたハロン消火システムによって消火され、片方のエンジンだけで無事に着陸した。エンジンは非常にコンパクトに搭載されており、カウルとの隙間は殆どなかった。炭素繊維製のエンジンカウルは構造部品であるため、エンジン停止後の余熱から保護する必要があった。これはプロペラの回転が停止した直後に2ストロークエンジン駆動のブロワーを使用し、2つのエアコンブロワーを吸気口に設けられた孔に取り付けることで実現した。エンジンカウルは厚さ.007の波形インコネルが裏張りされていた。エアフローは構造的完全性のために不可欠だった。逆にエンジンを始動する際にはほぼ動作温度になるまで予熱する必要があった。エンジンのメインベアリングの公差が厳しいためである。メタノールはガソリンよりもはるかに低温で燃焼するため、冷却が問題になることはなかった。むしろ、その性質によりオイルの粘度に問題を抱えていた。グラファイトを含んだ濃いオイルが飛行しているほとんどの間、機外に吐き出されていた。結局のところ、本来は自動車用であるエンジンは一定時間、高回転で作動し続けることが想定されていないため、ヘッドのロッカー部分のオイルドレンホールのサイズが小さすぎることが判明した。レース中の15分間、エンジンは8000RPM、プロペラは減速され2000RPMの回転数で飛行すると想定されていた。1991年3月22日の初飛行後、ラジエーター吸気ダクトの半分が塞がれた。最初のテストパイロットはディック・ルータンであった。マイク・メルビルとスティーブ・ヒントンも試験飛行のため操縦した。

## トラブルと喪失
1993年9月14日、ポンドレーサーは再度エントリーし、リック・ブリッカートにより操縦された。予選中、同機はオイル漏れを始め、右プロペラのフェザリングが効かないままエンジンが故障。ブリッカートは操縦桿を引き、一度は降着装置を下げたが、再び上げて胴体着陸を行うことを選択した。機体は滑走路をオーバーランし、不整地に墜落、パイロットは死亡した。

## 諸元・性能
出典：Unfulfilled Promises

### 諸元
- 乗員：1名
- 全長：20 ft 0 in（6.10 m）
- 全幅：25 ft 4+3⁄4 in（7.741 m）
- 空虚重量：3,500 lb（1,588 kg）
- 運用時重量：4,140 lb（1,878 kg）
- エンジン：エレクトラモーティブ VG-30, 600 hp（450 kW）× 2

### 性能
- 最大速度：400.0 mph（643.8 km/h, 347.6 kn）